# 富盖罗勒
富盖罗勒（法語：Fougueyrolles，法語發音：[fuɡeʁɔl]）是法国多尔多涅省的一个市镇，位于该省西南部，属于贝尔热拉克区。

## 地理
富盖罗勒（44°51'56"N, 0°11'15"E）面积11.45 平方千米，位于法国新阿基坦大区多爾多涅省，该省份为法国西南部内陆省份，是法國本土面积第三大的省，大致对应佩里戈尔地区，北起顺时针与夏朗德省、上维埃纳省、科雷兹省、洛特省、洛特-加龙省、吉倫特省和滨海夏朗德省接壤。
与富盖罗勒接壤的市镇（或旧市镇、城区）包括：圣梅阿尔德居尔松、纳斯特兰格、圣安托万德布勒伊、圣富瓦港和蓬沙。

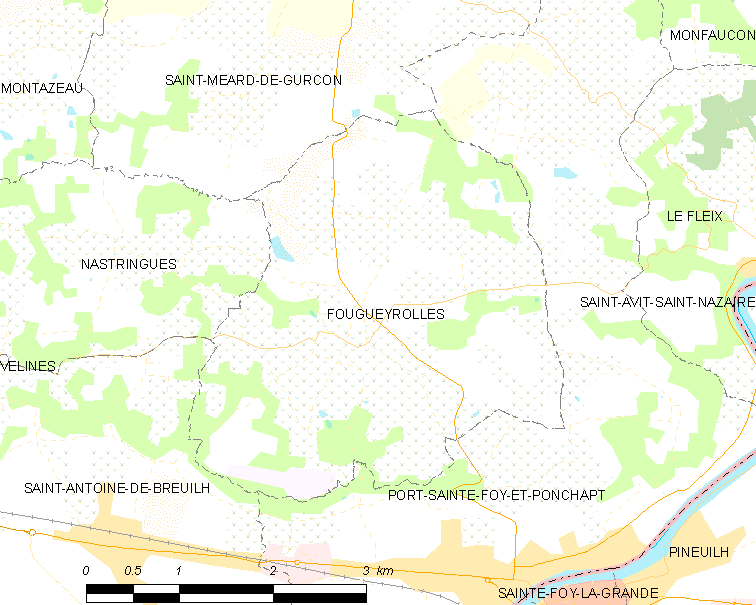
富盖罗勒的OSM定位图

富盖罗勒的时区为UTC+01:00、UTC+02:00（夏令时）。

## 行政
富盖罗勒的邮政编码为33220，INSEE市镇编码为24189。

## 政治
富盖罗勒所属的省级选区为蒙泰涅和居尔松地区县。

## 人口

1962-2008年间富盖罗勒人口变化图示

富盖罗勒于2022年1月1日时的人口数量为454人。